# Seine einzige Liebe
Seine einzige Liebe (lit. "Només és amor") és una pel·lícula musical austríaca de 1947, dirigida per Emmerich Hanus. Els protagonistes són Franz Böheim, Klaramaria Skala i Walter Gynt. La pel·lícula, històrica, retrata la vida del compositor Franz Schubert.

## Repartiment
- Franz Böheim com a Franz Schubert
- Klaramaria Skala com a Therese Grob
- Walter Gynt com a Vater Grob
- Heinz Conrads com a Schober
- Rudolf Kreitner com a Schwind
- Julius Brandt com a Diabelli
- Leopold Reiter com a Vogl
- Teddy Kern
- Charles Kalwoda
- Pepi Glöckner-Kramer
- Jenny Liese com a Murmura Grob
- Martha Lukas com a Kathi Fröhlich
- Erika Meisels
- Evi Servaes com a Annerl
- Helli Servi com a Maria